# 黑木為楨
黑木為楨（日语：／ Kuroki Tamemoto，1844年5月3日—1923年2月3日，天保15年－大正12年），大日本帝國陸軍將官，最終軍銜為陸軍大將、伯爵。別名七左衛門。

## 生涯
薩摩藩士出身，帖佐為右衛門的三子，出生於薩摩國鹿兒島城下加治屋町貓之藥師小路（下加治屋町方限）。後過繼給萬左衛門黒木為善做養子，改姓為黑木。
戊辰戰爭時從軍，任第四小隊半隊長。在鳥羽伏見之戰中，指揮薩摩軍步槍隊，利用集中射擊擊敗了幕府軍。在宇都宮城攻防戰中，率軍突入城牆，英勇奮戰，為勝利贏得了契機。明治2年（1869年），黑木為楨任第一大隊小隊長。
明治4年（1871年），黑木前往東京，同年7月，晉升陸軍大尉，配屬御親兵第一大隊。明治5年（1872年）8月，升任陸軍少佐，並任近衛步兵第一大隊長，後調任近衛步兵第二大隊長。明治8年（1875年）2月，升任陸軍中佐，並任廣島鎮臺步兵第12聯隊長。明治10年（1877年）3月至10月，率軍參加西南戰爭。明治11年（1878年）11月，晉升為陸軍大佐。明治12年1月，調任近衛步兵第二聯隊長，並歷任中部監軍部參謀，參謀本部管東局長等職。明治18年（1885年）5月，晉升陸軍少將，並就任步兵第五旅團長。隨後調任近衛步兵第二旅團長。
明治26年（1893年）11月，晉升陸軍中將，任第六師團長。明治28年（1895年）1月，參加中日甲午戰爭的威海衛之戰。同年8月，以軍功封男爵，位列華族。明治29年（1896年），親補近衛師團長，西部都督。明治36年（1903年）11月，晉升為陸軍大將。
明治37年（1904年）1月，任軍事參議官。2月日俄戰爭開戰決定後，任第一軍司令官，並在開戰時就參加戰爭。從鸭绿江戰役到奉天會戰連戰連捷，俄軍出於敬畏稱之“黑木斯基”（クロキンスキー）。日俄戰後的明治39年（1906年）1月復任軍事參議官。明治40年（1907年）4月至6月訪問美國。同年9月，以軍功封伯爵。明治42年（1909年）3月，編入後備役，大正3年（1914年）正式從軍中退役。大正6年（1917年）4月起擔任樞密顧問官直至大正12年（1923年）2月去世。
大正12年（1923年）2月3日晚10時，因肺炎在東京市青山家中去世，享年78歲。

## 日俄戰爭戰歷

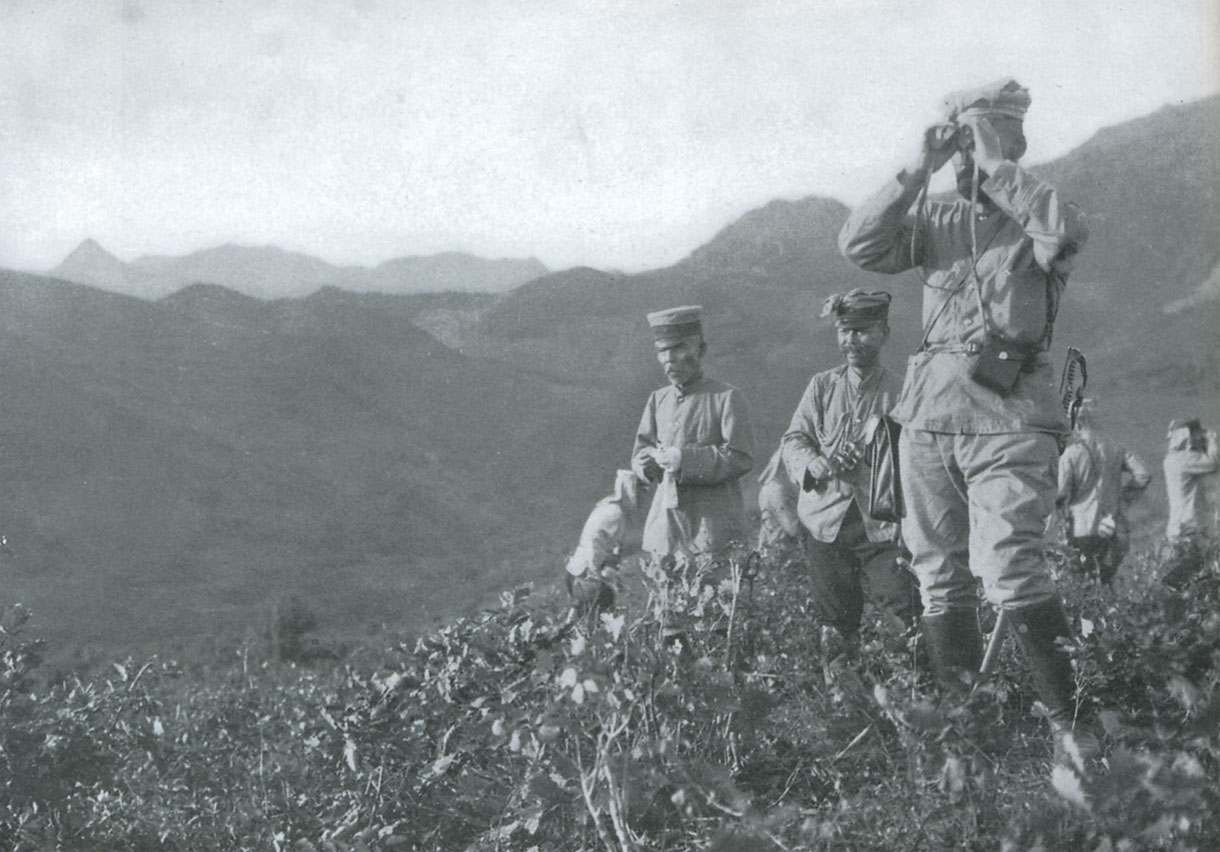
遼陽會戰時，黑木為楨大將和參謀長藤井茂太在視察陣地

明治37年（1904年）2月中旬，黑木率第一軍在仁川登陸，並向北進展。4月30日至5月1日，發動鴨綠江會戰，擊敗了一小股俄軍，並和從遼東半島北上的第二軍合流。此後，第一軍被部署到日軍戰線右翼。8月25日，遼陽會戰打響，第一軍當天即在遭到俄軍猛烈攻擊。黑木堅守住了陣地，並在次日轉入進攻，夜襲奪占弓長嶺。其後，日軍開始全線進攻，中央的第二軍在首山堡陣地遭遇俄軍頑強抵抗，久攻不克。第一軍隨即在連刀灣渡過太子河，迂迴至俄軍縱深防線，牽制了俄軍兵力，最後使得中央部隊攻克首山堡。9月4日，俄軍全面撤退，遼陽會戰以日軍勝利結束。
10月5日，俄軍主動出擊日軍戰線，沙河會戰開始。第一軍成功守住了戰線。10月9日，日軍轉入反擊，俄軍最終停止攻擊並撤退至奉天集中防禦。
1905年2月21日，奉天會戰開始，第一軍配屬在日軍戰線右翼亦投入戰鬥。2月21日至28日前哨戰中，第一軍不斷進擊，拔除俄軍左翼外圍陣地。3月1日，日軍發起包圍戰，右翼第一軍原為包圍主力，但戰場瞬息萬變，最後由左翼的第三軍和秋山支隊為主力，迂迴俄軍奉天防線後方。3月7日，日軍在正面發動總攻，俄軍由於誤判日軍實力，過早開始撤退。3月10日，日軍佔領奉天城。

## 人物個性

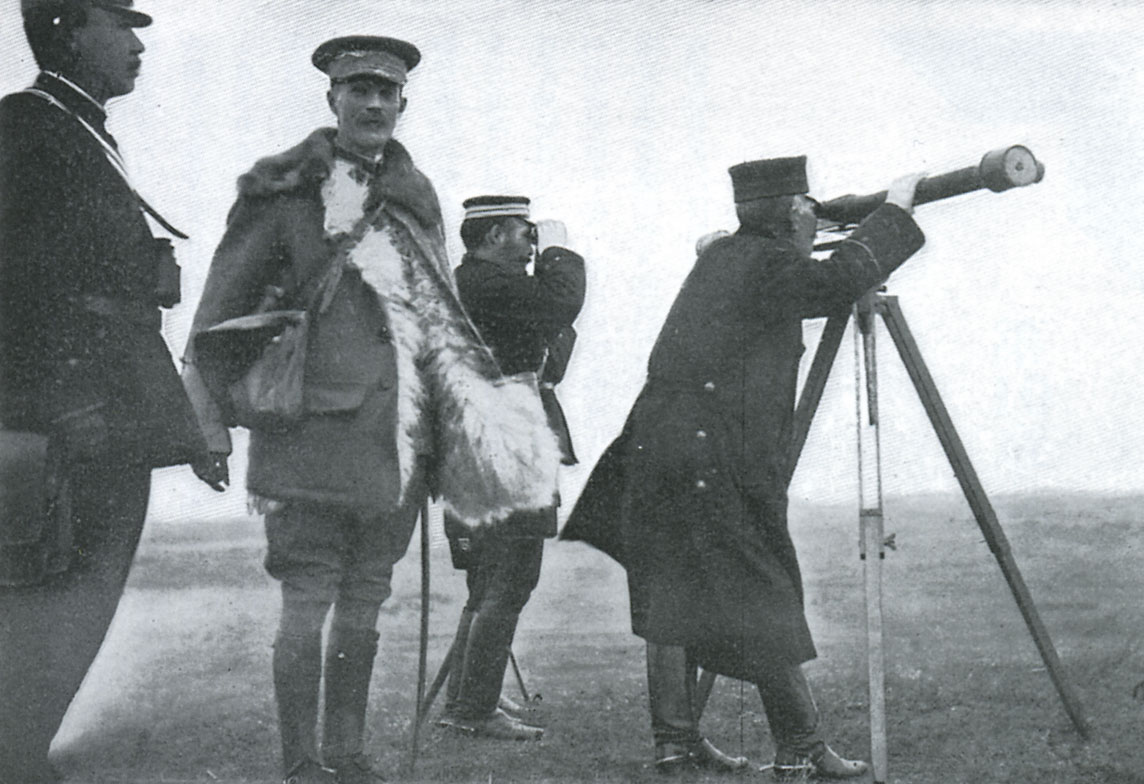
沙河會戰時，黑木大將和英國觀戰武官伊恩·漢密爾頓視察前線

- 黑木為楨為人豪爽，有薩摩武士之風。作戰勇猛，行動果斷，是“豬突猛進”型指揮官，在戰術上重視經驗多於理論。傳言黑木和明治天皇對練相撲，他亦全力以赴。
- 在日軍中，黑木為楨是優秀的野戰指揮專家，在作戰中常依據自己的經驗和直覺作出決斷。日俄戰爭中，黑木麾下第一軍快速進擊，連續取得勝利，充分展現了其作戰指揮才能。然而，有時黑木猛打猛衝性格亦造成災難，偏離總司令部的意圖。奉天會戰時第一軍過於突前，滿州軍總司令部再三給第一軍下令“進擊中止”的命令。
- 在日俄戰爭期間，有較多的觀戰武官隨第一軍司令部前行，因此黑木為楨亦成為當時西方較為熟知的日軍將領。[2] 觀戰武官團中，最著名的是英國伊恩·汉密尔顿爵士。漢密爾頓後來成為夜戰戰術的支持者，或許是受黑木的影響。[3]
- 日俄戰爭後大部份軍司令官都晉升為元帥，唯獨黑木為楨主動退出了現役。無論從資歷還是軍功，黑木晉升元帥都理所應當。但他並不喜以元帥作為功績的象徵，他更願意以一個戰地指揮官的身份結束戎馬生涯（黑木和同事通信中說明這一點），此外，黑木性格剛直，亦不適合在軍隊中央工作。亦有薩摩和長州派系之間的矛盾，使得黑木和秋山好古為日本僅有兩位推辭元帥不受的陸軍大將。[4]

## 親族
- 妻：黑木ヒヤク（中村勝重次女、黑田清隆養女）
- 長子：黑木三次（妻為松方正義公爵之孫女），繼承黑木家督，曾任職於帝國復興院，貴族院議員。爵位為正三位勲三等伯爵
- 次子：黑田清，過繼給黑田清仲伯爵（內閣總理大臣黑田清隆陸軍中將伯爵之子），並繼承其伯爵爵位

## 外部連結
- 黒木為楨（页面存档备份，存于） | 近代日本人的肖像（页面存档备份，存于）（国立国会図書館）
- 「帝国軍人亀鑑／楓仙子著，東雲堂，明28. 9 （页面存档备份，存于）」（近代デジタルライブラリー）
  - 陸軍中将黒木為楨君（页面存档备份，存于）
- 「明治詔勅全集／柴田勇之助編，皇道館事務所, 明40. 7 （页面存档备份，存于）」（近代デジタルライブラリー）
  - 鴨緑江大捷に付第一軍司令官黒木為楨へ勅語（页面存档备份，存于）
  - 楡樹林子大捷に付第一軍司令官黒木為楨へ勅語（页面存档备份，存于）
- 「歴代詔勅全集／柴田勇之助編，大日本皇道館，明41. 6 （页面存档备份，存于）」（近代デジタルライブラリー）
  - 鴨緑江大捷に付第一軍司令官黒木為楨へ勅語（页面存档备份，存于）
  - 楡樹林子大捷に付第一軍司令官黒木為楨へ勅語（页面存档备份，存于）

| 前任： 北白川宮能久親王 | 第六師團長 第6代：1893年11月10日 - 1896年10月14日 | 繼任： 茨木惟昭 |
| 前任： 佐久間左馬太     | 近衛師團長 第5代：1896年10月14日 - 1897年10月27日 | 繼任： 奥保鞏   |
| 前任： 山地元治         | 西部都督 第2代：1897年10月27日 - 1904年1月14日    | 繼任： 廢止     |